# Nintendo Power
Nintendo Power (NP) fue una revista mensual de videojuegos exclusivamente dedicada a su industria de Nintendo que contuvo avances sobre los juegos, trucos, guías y otros. Se publicó mensualmente por 24 años en los Estados Unidos y en otros países. Se publicó por primera vez en julio de 1987, la misma época donde Nintendo intentó emprender otros medios de comunicación, destacando el juego de NES Super Mario Bros. 2. Fue una de las revistas más longevas de videojuegos, estaba escrita en inglés y fue revista oficial de Nintendo en Estados Unidos y Canadá.
La publicación de la revista se hizo inicialmente por la propia Nintendo of America, filial de Nintendo en Estados Unidos, primero de forma independiente, hasta que en diciembre de 2007 se contrató a Future US, la subsidiaria estadounidense de la editorial británica Future. El 21 de agosto de 2012, Nintendo anunció que no renovarían su acuerdo de licencia con Future y que Nintendo Power cesaría su publicación luego de 24 años de vida.

## Nester, la mascota de Nintendo Power
Durante la época dorada de Nintendo Power, hubo un personaje que a veces protagonizaba tips e historietas en la revista llamado Nester (Nombre proveniente del NES, Nintendo Enterteiment System, la consola), con las aventuras de Hogwart Philiphs y las que solo protagonizó abarcándose hasta el espacio exterior.
Como última parte de su popularidad, apareció en un videojuego que fue destinado a una consola que fracasó por falta de popularidad de la consola (Virtual Boy), el juego se llamaba Nester's Funky Bowling, un juego de bolos.
Últimamente ha aparecido en Cameos como Gary de Pokémon y Lark de Pilotwings 64.
Este personaje es la leyenda que se convirtió en la mascota de la revista oficial de Nintendo.